# Ascensor de Begoña

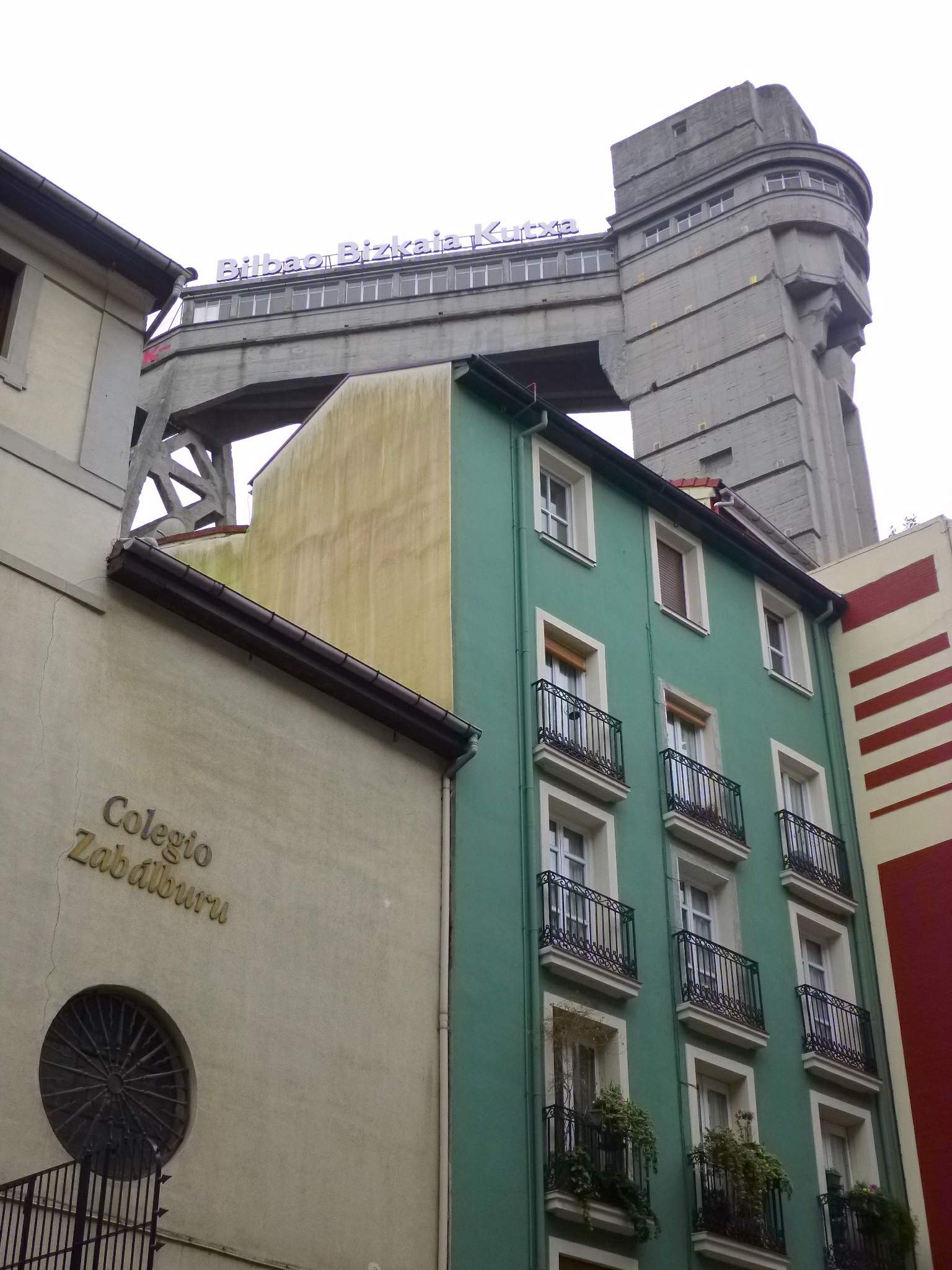
Ascensor de Begoña en Bilbao.

El Ascensor de Begoña es un ascensor actualmente en desuso ubicado en la villa de Bilbao, País Vasco, España.

## Historia
Por encargo de la familia Aranguren, fue construido en 1943 por el arquitecto Rafael Fontán para salvar el desnivel entre el barrio de Begoña y el Casco Viejo de Bilbao, concretamente la calle Esperanza. Así, enlazaba directamente con la estación de tren conocida como Bilbao Aduana, más tarde San Nicolás y actualmente la parada de metro Zazpikaleak/Casco Viejo.
Fue construido en hormigón armado y consta de una pasarela que llega al mirador (que hace referencia a la estética maquinista), partiendo de esta parte una columna vertical hueca que transporta a los pasajeros hasta la zona baja de la ciudad. Ya en el siglo XIX se había ideado un elevador para Bilbao, proyecto que nunca llegó a realizarse. Sigue modelos de ascensores suizos similares de principios del siglo XX.
Debido a su gran altura (salva 45 metros) y su ubicación en el centro de la ciudad, es visible desde diferentes puntos, habiéndose convertido en un hito arquitectónico. Dejó de funcionar el 8 de julio de 2014 tras pedir la concesionaria al Gobierno Vasco la caducidad de la adjudicación por falta de rentabilidad del negocio pese a que no expiraba hasta 2044.
Los servicios de ascensor son prestados provisionalmente por los del metro de Bilbao sitos en la estación de Casco Viejo.
Se encuentra en un estado de abandono a la espera de un proyecto de reaprovechamiento por parte del Ayuntamiento. El ayuntamiento ha asumido el coste y ejecución de las reparaciones subsidiarias.